# John Macoun
John Macoun est un botaniste britannique, né le 17 avril 1831 à Magheralin (en) dans le Comté de Down, et mort le 18 juillet 1920 à Sidney en Colombie-Britannique. Sa personnalité mêlant suffisance et obstination,,, de même que son affiliation politique, et sa ferveur religieuse lui permettront d'explorer le Canada, d'en constituer un herbier, et d'occuper des fonctions prestigieuses de l'appareil public,.

## Biographie
Sa famille immigre d'Irlande au canton Seymour (en), au Haut-Canada, en 1850  où il travaille sur une ferme jusqu’en 1856. La vie de ferme ne lui convenant pas, il devient instituteur dans les écoles de rang. Il s'installe à Belleville en 1860, où il enseigne dans les écoles publiques jusqu’en 1874.
À Belleville, il consacre ses temps libre à la constitution d'un herbier. Ses collaborations avec William Jackson Hooker et Asa Gray contribuent à sa réputation, qui lui vaudra l'honneur d'assumer la chaire d'histoire naturelle de l'Albert College (en) dès sa création en 1868. Botaniste autodidacte, ses travaux sont reconnus rapidement par la communauté académique; l'Université de Syracuse lui décerne une maîtrise ès arts, honoris causa en 1868.
En 1872, alors qu'il réside à Fort William, il rencontre Sandford Fleming, ingénieur du Chemin de fer Canadien Pacifique (CP), qui l'invite à documenter la flore sur le tracé du nouveau chemin de fer transcontinental. De 1872 à 1881, Macoun étudie la faune et la flore de l'ouest canadien à la solde du CP. Il révèle alors erronément le potentiel agricole du sol de certaines plaines arides des Prairies canadiennes en appuyant ses résultats de la seule étude des herbes,,. Ces assertions controversées servent de base justificative aux velléités expansionnistes du gouvernement de John A. Macdonald,; Macoun est alors un fervent militant du Parti conservateur du Canada et demeure convaincu qu'en peuplant l'Ouest, le Canada est en voie de devenir le foyer d'une civilisation supérieure. Les catastrophes écologiques des années 1930 et des pratiques agricoles mésadaptées donneront raison à ses critiques,.
Ayant la faveur du gouvernement conservateur en place, il est nommé explorateur permanent du Nord-Ouest en 1879, botaniste à la Commission géologique du Canada en 1881, puis directeur-adjoint et naturaliste au sein de cette même commission en 1887, en dépit de son opposition au darwinisme. En 1882, il est l'un des membres fondateurs de la Société royale du Canada.
En 1884, John Macoun accompagne Albert Peter Low lors de son premier voyage dans la région du lac mistassini pour des fins d'identification de la flore présente. L'équipe revient à Ottawa en empruntant la rivière Rupert. En 1887, il retourne dans la Baie-James avec Albert Peter Low en longeant les côtes de la baie.
Alice Eastwood (1859-1953) lui dédie en 1913 l’espèce Oreocarya macounii de la famille des Boraginaceae.